# باولو جونيور
باولو جونيور (بالبرتغالية: Paulo Morais de Araújo Júnior‏) هو لاعب كرة قدم برازيلي في مركز الهجوم، ولد في 23 يناير 1989 في تيريسينا في البرازيل. لعب مع أوتاوا فيوري وريال سالت ليك وفانكوفر وايتكابس وفورت لودردايل سترايكرز ونادي إيتوانو ونادي فلامنغو ونادي ناوتيكو.

## وصلات خارجية
- باولو جونيور على موقع الدوري الأمريكي (الإنجليزية)
- باولو جونيور على موقع قاعدة بيانات كرة القدم.إي يو (الإنجليزية)